# Булонь-Бийанкур (округ)
Булонь-Бийанкур (фр. Boulogne-Billancourt) — округ (фр. Arrondissement) во Франции, один из округов в регионе Иль-де-Франс (регион). Департамент округа — О-де-Сен. Супрефектура — Булонь-Бийанкур.
Население округа на 2006 год составляло 309 666 человек. Плотность населения составляет 6732 чел./км². Площадь округа составляет всего 46 км².